# Esquí acrobàtic als Jocs Olímpics d'hivern de 2010 - Salts acrobàtics femenins
Als Jocs Olímpics d'Hivern de 2010 celebrats a la ciutat de Vancouver (Canadà) es disputà una prova de salts acrobàtics en categoria femenina dins de les proves d'esquí acrobàtic celebrats als Jocs.
La competició se celebrà els dies 20 i 24 de febrer de 2010 a les instal·lacions del Cypress Mountain Ski Area. Hi participaren un total de 23 esquiadores de 10 comitès nacionals diferents.

## Resum de medalles
| Or            | Argent  | Bronze     |
| Lydia Lassila | Li Nina | Guo Xinxin |

## Resultats

### Qualificació
| Pos. | Dorsal | Nom               | CON             | Salt 1 | Pos. | Salt 2 | Pos. | Total  | Notes |
| ---- | ------ | ----------------- | --------------- | ------ | ---- | ------ | ---- | ------ | ----- |
| 1    | 25     | Alla Tsuper       | Belarús         | 105.64 | 1    | 90.12  | 4    | 195.76 | Q     |
| 2    | 1      | Li Nina           | R.P. de la Xina | 97.11  | 2    | 94.99  | 2    | 192.10 | Q     |
| 3    | 2      | Guo Xinxin        | R.P. de la Xina | 88.08  | 8    | 101.08 | 1    | 189.16 | Q     |
| 4    | 6      | Cheng Shuang      | R.P. de la Xina | 94.29  | 4    | 86.62  | 6    | 180.91 | Q     |
| 5    | 18     | Emily Cook        | Estats Units    | 86.31  | 12   | 93.94  | 3    | 180.25 | Q     |
| 6    | 16     | Lacy Schnoor      | Estats Units    | 87.77  | 10   | 81.74  | 10   | 169.51 | Q     |
| 7    | 8      | Assoli Slivets    | Belarús         | 84.17  | 14   | 85.22  | 7    | 169.39 | Q     |
| 8    | 3      | Xu Mengtao        | R.P. de la Xina | 92.74  | 6    | 75.81  | 12   | 168.55 | Q     |
| 9    | 4      | Lydia Lassila     | Austràlia       | 85.65  | 13   | 81.90  | 9    | 167.55 | Q     |
| 10   | 19     | Elizabeth Gardner | Estats Units    | 89.00  | 7    | 75.60  | 13   | 164.60 | Q     |
| 11   | 24     | Jacqui Cooper     | Austràlia       | 87.88  | 9    | 75.11  | 14   | 162.99 | Q     |
| 12   | 22     | Ashley Caldwell   | Estats Units    | 79.66  | 16   | 82.68  | 8    | 162.34 | Q     |
| 13   | 10     | Nadiya Didenko    | Ucraïna         | 87.77  | 11   | 73.49  | 15   | 161.26 |       |
| 14   | 17     | Olga Volkova      | Ucraïna         | 82.53  | 15   | 78.25  | 11   | 160.78 |       |
| 15   | 26     | Veronika Bauer    | Canadà          | 94.47  | 3    | 65.99  | 17   | 160.46 |       |
| 16   | 7      | Evelyne Leu       | Suïssa          | 93.75  | 5    | 61.75  | 19   | 155.50 |       |
| 17   | 12     | Jana Lindsey      | Estats Units    | 64.10  | 19   | 87.59  | 5    | 151.69 |       |
| 18   | 9      | Bree Munro        | Austràlia       | 74.37  | 17   | 69.09  | 16   | 143.46 |       |
| 19   | 11     | Tanja Schaerer    | Suïssa          | 60.63  | 20   | 65.10  | 18   | 125.73 |       |
| 20   | 21     | Olga Polyuk       | Ucraïna         | 60.37  | 21   | 55.36  | 20   | 115.73 |       |
| 21   | 30     | Martina Konopová  | Txèquia         | 66.84  | 18   | 48.23  | 22   | 115.07 |       |
| 22   | 23     | Sarah Ainsworth   | Regne Unit      | 52.44  | 22   | 52.92  | 21   | 105.36 |       |
| 23   | 28     | Zhibek Arapbayeva | Kazakhstan      | 48.89  | 23   | 38.09  | 23   | 86.98  |       |

### Final
| Pos. | Dorsal | Nom               | CON             | Salt 1 | Pos. | Salt 2 | Pos. | Total  | Notes |
| ---- | ------ | ----------------- | --------------- | ------ | ---- | ------ | ---- | ------ | ----- |
| 1    | 4      | Lydia Lassila     | Austràlia       | 106.25 | 2    | 108.49 | 1    | 214.74 |       |
| 2    | 1      | Li Nina           | R.P. de la Xina | 99.40  | 4    | 107.83 | 2    | 207.23 |       |
| 3    | 2      | Guo Xinxin        | R.P. de la Xina | 98.82  | 5    | 106.40 | 3    | 205.22 |       |
| 4    | 8      | Assoli Slivets    | Belarús         | 102.79 | 3    | 95.90  | 5    | 198.69 |       |
| 5    | 24     | Jacqui Cooper     | Austràlia       | 90.82  | 7    | 103.47 | 4    | 194.29 |       |
| 6    | 3      | Xu Mengtao        | R.P. de la Xina | 108.74 | 1    | 82.87  | 11   | 191.61 |       |
| 7    | 6      | Cheng Shuang      | R.P. de la Xina | 94.64  | 6    | 93.23  | 7    | 187.87 |       |
| 8    | 25     | Alla Tsuper       | Belarús         | 86.64  | 9    | 95.20  | 6    | 181.84 |       |
| 9    | 16     | Lacy Schnoor      | Estats Units    | 89.88  | 8    | 83.01  | 10   | 172.89 |       |
| 10   | 22     | Ashley Caldwell   | Estats Units    | 86.53  | 10   | 84.57  | 8    | 171.10 |       |
| 11   | 18     | Emily Cook        | Estats Units    | 65.03  | 11   | 83.89  | 9    | 148.92 |       |
| 12   | 19     | Elizabeth Gardner | Austràlia       | 63.09  | 12   | 23.61  | 12   | 86.70  |       |